# Bocaue
Bocaue est une municipalité de la province de Bulacan, aux Philippines.

## Religion
Le diocèse de Malolos (en) de l’Église catholique reconnaît comme sanctuaire diocésain plusieurs lieux de culte de la ville :
- le sanctuaire Saint-André-Kim-Taegon (en), dédié au saint coréen André Kim Taegon[1] ;
- l’église Saint-Martin-de-Tours (en), également sanctuaire Sainte-Croix[2].